# Aire urbaine de Redon
L'aire urbaine de Redon est une aire urbaine française constituée autour de la ville de Redon (Ille-et-Vilaine).
En 2016, ses 28616 habitants faisaient d'elle la 214e des 354 aires urbaines françaises. 

## Caractéristiques
D'après la délimitation établie par l'INSEE, l'aire urbaine de Redon est composée de 9 communes, situées en Ille-et-Vilaine, en Loire-Atlantique et dans le Morbihan.
5 des communes de l'aire urbaine font partie de son pôle urbain, l'unité urbaine (couramment : agglomération) de Redon.
Les 4 autres communes, dites monopolarisées, sont toutes des communes rurales.
L'aire urbaine de Redon fait partie de l'espace urbain de Nantes-Saint-Nazaire.
Le tableau suivant détaille la répartition de l'aire urbaine sur les départements (les pourcentages s'entendent en proportion du département) :
| Département      | Communes | Communes (%) | Superficie (km²) | Superficie (%) | Population (2016) | Population (%) |
| ---------------- | -------- | ------------ | ---------------- | -------------- | ----------------- | -------------- |
| Ille-et-Vilaine  | 3        | 0,8          | 85,00            | 1,3            | 14 616            | 1,4            |
| Loire-Atlantique | 1        | 0,5          | 22,32            | 0,3            | 3 164             | 0,2            |
| Morbihan         | 5        | 1,9          | 99,85            | 1,5            | 10 836            | 1,4            |

## Les 9 communes de l’aire
Voici la liste des communes de l'aire urbaine de Redon.
| Code INSEE | Commune                | Type de commune              | Dép.             | Superficie (km²) | Population (2016) | Densité (hab./km²) |
| ---------- | ---------------------- | ---------------------------- | ---------------- | ---------------- | ----------------- | ------------------ |
| 35013      | Bains-sur-Oust         | Commune rurale monopolarisée | Ille-et-Vilaine  | +0044,63         | +0 0003 468,      | 77,70              |
| 35236      | Redon                  | Commune du pôle urbain       | Ille-et-Vilaine  | +0015,09         | +0 0008 889,      | 589,06             |
| 35294      | Sainte-Marie           | Commune rurale monopolarisée | Ille-et-Vilaine  | +0025,28         | +0 0002 259,      | 89,36              |
| 44185      | Saint-Nicolas-de-Redon | Commune du pôle urbain       | Loire-Atlantique | +0022,32         | +0 0003 164,      | 141,76             |
| 56001      | Allaire                | Commune du pôle urbain       | Morbihan         | +0041,74         | +0 0003 841,      | 92,02              |
| 56194      | Rieux                  | Commune du pôle urbain       | Morbihan         | +0027,78         | +0 0002 831,      | 101,91             |
| 56223      | Saint-Jean-la-Poterie  | Commune du pôle urbain       | Morbihan         | +0008,44         | +0 0001 503,      | 178,08             |
| 56232      | Saint-Perreux          | Commune rurale monopolarisée | Morbihan         | +0006,23         | +0 0001 182,      | 189,73             |
| 56239      | Saint-Vincent-sur-Oust | Commune rurale monopolarisée | Morbihan         | +0015,66         | +0 0001 479,      | 94,44              |
|            | Total                  |                              |                  | +0207,17         | +00028 616,       | 138,13             |

En 2016, la population s’élevait à 28 616 habitants.